# Opevnění Horního Města (Litomyšl)
Městské opevnění litomyšlského Horního Města, zvaného též Nové Město, které vznikalo na přelomu 15. a 16. století, je v současnosti (2019) dochováno již pouze v torzech. Nejzachovalejší částí je tzv. Červená věž.

## Vznik a popis opevnění
O vznik Horního Města a jeho opevnění, jehož součástí byla i Červená věž, se zasloužil zřejmě Bohuš II. Kostka z Postupic, jenž vládl nedílně s bratrem Janem II. Kostkou z Postupic, a který patřil k vysoce postaveným zemským šlechticům za krále Vladislava II. Jagellonského k velkým přívržencům Jednoty bratrské. Nové Město bylo založeno roku 1491. Jednalo se o prostor, který vznikl zbořením zbytků pustých stavení okolo hradu – biskupského paláce, proto byly coby opevnění Horního Města využity pozůstatky zdí hradního opevnění. Nově se vystavěly fortny, brány a také Červená věž. Vnitroměstská, tzv. Scholastikova brána se dochovala pouze v archeologických nálezech pod budovou Regionálního muzea. Věžové brány byly vybudovány poblíž bašty u zámecké zahrady, u dnešního Regionálního muzea a na Záhradí. Hradby Horního a Dolního Města na sebe zřejmě navazovaly v oblasti piaristické koleje. Byly zřejmě na svou dobu poměrně moderní ve srovnání s opevněním Dolního Města opatřeného cimbuřím. Patrně nejstarší vyobrazení lze nalézt v Diadochu Bartoloměje Paprockého, jehož vznik je datován do let 1598–1602.

## Zánik opevnění
Kvůli četným požárům města přijala městská rada četná protipožární opatření v roce 1563. Jedním z nich bylo nařízení, že domy u hradeb nesmí překročit regulační čáru. Horní Město, kde žili po založení převážně vyznavači Jednoty bratrské, po šarvátkách obyvatel s císařskými vojsky vyhořelo roku 1635 a již nebylo obnoveno. Zchátralé hradby jsou zmiňovány ještě roku 1778, brány tvořené jen vraty byly zbořeny v dalších desetiletích, jako poslední byla zničena brána Záhradská v roce 1837. V současnosti (r. 2019) je dochována pouze Červená věž a fortna, která spojovala Horní a Dolní město. Unikátní rekonstrukce pozůstatků hradeb, bran i dalších objektů Horního Města objevených při archeologických průzkumech v letech 2012–13 je umístěna v speciální expozici v Regionálním muzeu v těsné blízkosti zámku. 